# Zygia pithecolobioides
Zygia pithecolobioides là một loài thực vật có hoa trong họ Đậu. Loài này được (Kuntze) Barneby & J.W.Grimes miêu tả khoa học đầu tiên.